# Posluchovské vodopády
Posluchovské vodopády jsou malé přírodní vodopády na bezejmenném pravém přítoku řeky Bystřice v pohoří Nízký Jeseník. Z vesnice Posluchov teče malý horský potok východním směrem do Hluboček (okres Olomouc). Ve strmém svahu na břidlicové skále potok vytváří několik vodopádových stupňů, kde nejvyšší stupně mají výšku 2,5 a 5 m. Za pětimetrovým stupněm je železniční dráha a protipovodňový retardér a vyústění do řeky Bystřice. K vodopádům nevede cesta a jsou obtížněji přístupné. Vzhledem k menšímu průtoku potoka, vodopády vynikají jen při dostatku vody.

## Další informace
Posluchovské vodopády se nacházejí v Přírodním parku Údolí Bystřice.

## Galerie

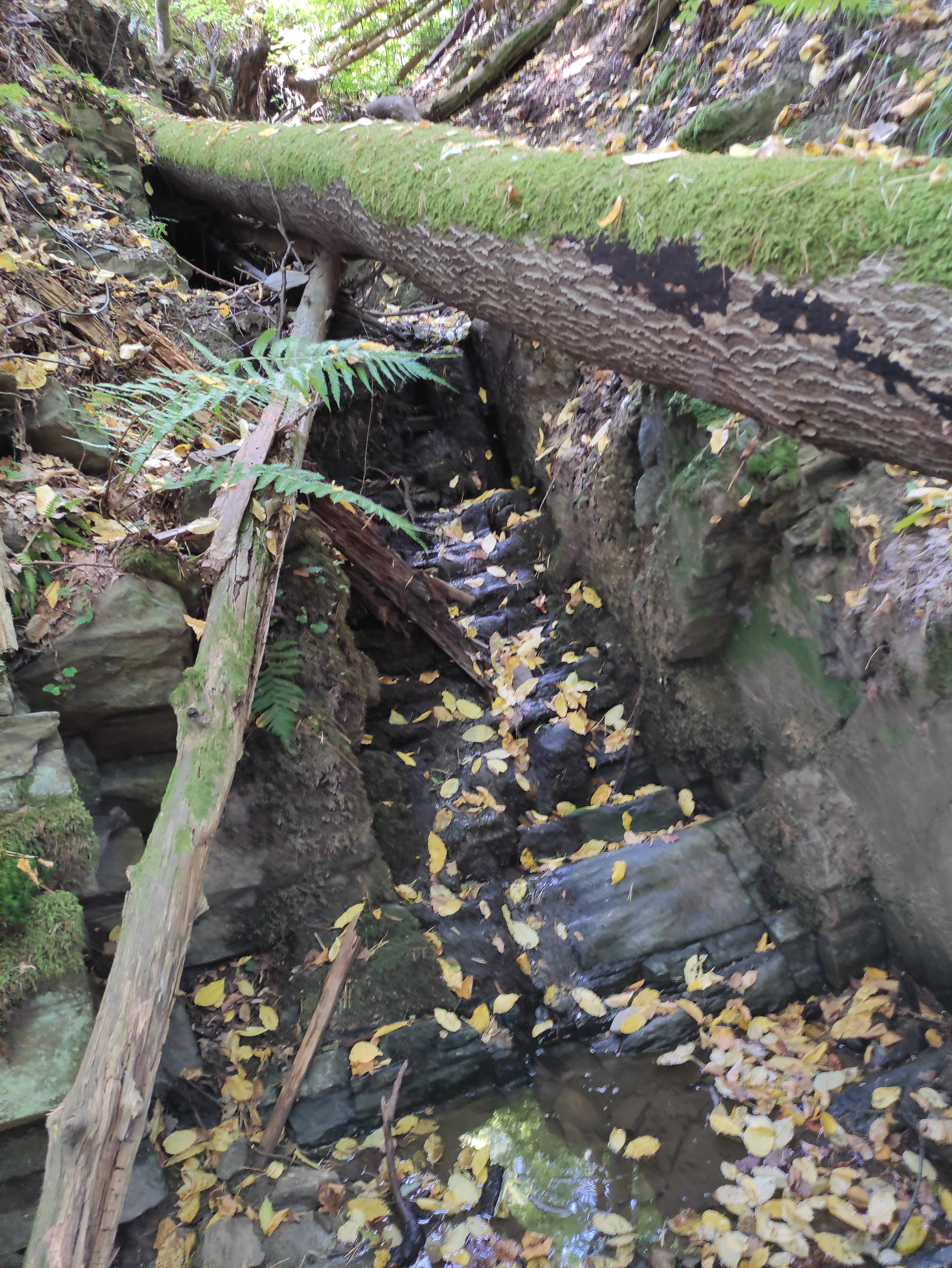